# Vitryssland i olympiska vinterspelen 2006
Vitryssland OS-trupp vid Olympiska vinterspelen 2006.

## Medaljer

### Silver
- Freestyle
  - Hopp herrar: Dzmitryj Dasjtjynski